# Fleurieu-sur-Saône
Fleurieu-sur-Saône és un municipi francès, situat a la metròpoli de Lió i a la regió de Alvèrnia - Roine-Alps. L'any 2007 tenia 1.302 habitants.

## Demografia

### Població
El 2007 la població de fet de Fleurieu-sur-Saône era de 1.302 persones. Hi havia 492 famílies de les quals 116 eren unipersonals (36 homes vivint sols i 80 dones vivint soles), 148 parelles sense fills, 200 parelles amb fills i 28 famílies monoparentals amb fills.
La població ha evolucionat segons el següent gràfic:
Habitants censats

### Habitatges
El 2007 hi havia 540 habitatges, 501 eren l'habitatge principal de la família, 24 eren segones residències i 15 estaven desocupats. 431 eren cases i 107 eren apartaments. Dels 501 habitatges principals, 367 estaven ocupats pels seus propietaris, 126 estaven llogats i ocupats pels llogaters i 8 estaven cedits a títol gratuït; 9 tenien una cambra, 37 en tenien dues, 79 en tenien tres, 109 en tenien quatre i 268 en tenien cinc o més. 414 habitatges disposaven pel capbaix d'una plaça de pàrquing. A 194 habitatges hi havia un automòbil i a 270 n'hi havia dos o més.

### Piràmide de població
La piràmide de població per edats i sexe el 2009 era:
| Homes | Edats   | Dones |
| ----- | ------- | ----- |
| 0     | 95 o +  | 0     |
| 0     | 90 a 94 | 0     |
| 16    | 85 a 89 | 4     |
| 0     | 80 a 84 | 16    |
| 20    | 75 a 79 | 20    |
| 32    | 70 a 74 | 12    |
| 12    | 65 a 69 | 32    |
| 32    | 60 a 64 | 16    |
| 44    | 55 a 59 | 32    |
| 36    | 50 a 54 | 64    |
| 44    | 45 a 49 | 32    |
| 40    | 40 a 44 | 44    |
| 56    | 35 a 39 | 68    |
| 52    | 30 a 34 | 48    |
| 48    | 25 a 29 | 36    |
| 32    | 20 a 24 | 24    |
| 32    | 15 a 19 | 48    |
| 48    | 10 a 14 | 44    |
| 48    | 5 a 9   | 48    |
| 48    | 0 a 4   | 60    |

## Economia
El 2007 la població en edat de treballar era de 848 persones, 651 eren actives i 197 eren inactives. De les 651 persones actives 624 estaven ocupades (328 homes i 296 dones) i 27 estaven aturades (12 homes i 15 dones). De les 197 persones inactives 54 estaven jubilades, 91 estaven estudiant i 52 estaven classificades com a «altres inactius».

### Ingressos
El 2009 a Fleurieu-sur-Saône hi havia 499 unitats fiscals que integraven 1.352,5 persones, la mediana anual d'ingressos fiscals per persona era de 25.771 €.

### Activitats econòmiques
Dels 90 establiments que hi havia el 2007, 1 era d'una empresa alimentària, 1 d'una empresa de fabricació de material elèctric, 15 d'empreses de fabricació d'altres productes industrials, 19 d'empreses de construcció, 16 d'empreses de comerç i reparació d'automòbils, 3 d'empreses d'hostatgeria i restauració, 3 d'empreses d'informació i comunicació, 6 d'empreses financeres, 7 d'empreses immobiliàries, 11 d'empreses de serveis, 6 d'entitats de l'administració pública i 2 d'empreses classificades com a «altres activitats de serveis».
Dels 18 establiments de servei als particulars que hi havia el 2009, 1 era un taller de reparació d'automòbils i de material agrícola, 3 paletes, 5 guixaires pintors, 4 fusteries, 1 lampisteria, 2 electricistes, 1 restaurant i 1 agència immobiliària.
Dels 3 establiments comercials que hi havia el 2009, 1 era una fleca, 1 una botiga de roba i 1 una floristeria.
L'any 2000 a Fleurieu-sur-Saône hi havia 5 explotacions agrícoles.

## Equipaments sanitaris i escolars
El 2009 hi havia una escola elemental.

## Personatges il·lustres
- Hi ha enterrat l'arqueòleg, músic hi historiador lionès Émile Étienne Guimet (1836-1918)

## Poblacions més properes
El següent diagrama mostra les poblacions més properes.